# Чапаєво (Багратіоновський район)
Чапаєво (рос. Чапаево) — селище Багратіоновського району, Калінінградської області Росії. Входить до складу Долгоруковського сільського поселення.
Населення — 33 особи (2015 рік).